# Priscilla Pointer
Priscilla Marie Pointer (New York, 18 maggio 1924 – Ridgefield, 28 aprile 2025) è stata un'attrice statunitense.

## Biografia
Priscilla Pointer iniziò la sua carriera artistica in teatro. Recitò poi per la televisione e per il cinema. La sua prima partecipazione in televisione ebbe luogo nel 1954 con due episodi della serie The New Adventures of China Smith e proseguì con numerosi episodi di serie TV fra i quali Kojak, Colombo, Dallas e  Cold Case - Delitti irrisolti.
Iniziò a lavorare nel cinema nel 1976 con Blu dinamite (The Great Texas Dynamite Chase), diretto da Michael Pressman, seguito subito dopo da Carrie - Lo sguardo di Satana (Carrie), diretto da Brian De Palma, nel quale recitò con la figlia Amy. Proseguì sia con la TV sia con il cinema, recitando ancora due volte accanto alla figlia Amy in Accordi sul palcoscenico (Honeysuckle Rose), regia di Jerry Schatzberg, nel 1980 e nel 1996 in Carried Away, diretto da Bruno Barreto.
Recitò anche tre volte in film diretti dal figlio David: nel 1983 in Good-Bye Cruel World, nel 1987 in Il potere magico (Rumpelstiltskin) e nel 1989 in C.H.U.D. II: Bud the C.H.U.D.. Pose termine alla sua carriera nel 2008.
Priscilla Pointer è morta nel 2025, ultracentenaria.

## Vita privata
Nel 1947 Priscilla sposò il regista Jules Irving (nato Jules Israel), già direttore artistico del Lincoln Center, dal quale ebbe:
- David, divenuto a sua volta regista;
- Amy, divenuta anche lei attrice;
- Katie, divenuta cantante.

Rimasta vedova nel 1979, nel 1980 sposò Robert Symonds, regista e produttore cinematografico e già direttore artistico del Lincoln Center, che la lasciò nuovamente vedova nel 2007.

## Filmografia

### Cinema
- Blu dinamite (The Great Texas Dynamite Chase), regia di Michael Pressman (1976)
- Carrie - Lo sguardo di Satana (Carrie), regia di Brian De Palma (1976)
- Vecchia America (Nickelodeon), regia di Peter Bogdanovich (1976)
- In cerca di Mr. Goodbar (Looking for Mr. Goodbar), regia di Richard Brooks (1977)
- Il campo di cipolle (The Onion Field), regia di Harold Becker (1979)
- Accordi sul palcoscenico (Honeysuckle Rose), regia di Jerry Schatzberg (1980)
- Competition, regia di Joel Oliansky (1980)
- Mammina cara (Mommie Dearest), regia di Frank Perry (1981)
- Good-Bye Cruel World, regia di David Irving (1983)
- Ai confini della realtà (Twilight Zone: The Movie), regia di Joe Dante, Steven Spielberg, John Landis e George Miller (1983)
- Micki e Maude (Micki + Maude), regia di Blake Edwards (1984)
- Il gioco del falco (The Falcon and the Snowman), regia di John Schlesinger (1985)
- Velluto blu (Blue Velvet), regia di David Lynch (1986)
- Colpo di scena (From the Hip), regia di Bob Clark (1987)
- Nightmare 3 - I guerrieri del sogno (A Nightmare on Elm Street 3: Dream Warriors), regia di Chuck Russell (1987)
- Il potere magico (Rumpelstiltskin), regia di David Irving (1987)
- Still Frame, regia di Doris Totten Chase (1988) - cortometraggio
- C.H.U.D. II: Bud the Chud, regia di David Irving (1989)
- Prova di forza (A Show of Force), regia di Bruno Barreto (1990)
- Pazzi (Disturbed), regia di Charles Winkler (1990)
- Bolle magiche (Unbecoming Age), regia di Deborah e Alfredo Ringel (1992)
- Painted Desert, regia di Masato Harada (1993)
- Carried Away, regia di Bruno Barreto (1996)
- Fino all'inferno (Inferno), regia di John G. Avildsen (1999)
- Union Station, regia di Beth Spitalny - cortometraggio (2007)

### Televisione
- The New Adventures of China Smith - serie TV, 2 episodi (1954)
- Matt Lincoln - serie TV, 1 episodio (1970)
- Ai confini dell'Arizona (The High Chaparral) - serie TV, episodio 4x11 (1970)
- Death Takes a Holiday, regia di Robert Butler - film TV (1971)
- Uno sceriffo a New York (McCloud), serie TV, 1 episodio (1971)
- The Failing of Raymond, regia di Boris Sagal - film TV (1971)
- Where the Heart Is - serie TV (1972-1973)
- Adam-12 - serie TV, 1 episodio (1973)
- Parenti e tanti guai (Sons and Daughters) - serie TV, 1 episodio (1974)
- Agenzia Rockford (The Rockford Files) - serie TV, 1 episodio (1974)
- Barnaby Jones - serie TV, 2 episodi (1974-1977)
- Kojak - serie TV, 1 episodio (1975)
- The Big Rip-Off, regia di Dean Hargrove - film TV (1975)
- Kate McShane - serie TV, 1 episodio (1975)
- Cannon - serie TV, 2 episodi (1975)
- Truman e MacArthur (Collision Course: Truman vs. MacArthur), regia di Anthony Page - film TV (1976)
- Harry O - serie TV, 1 episodio (1976)
- Pepper Anderson - Agente speciale (Police Woman) - serie TV, 2 episodi (1976)
- Bert D'Angelo Superstar (Bert D'Angelo/Superstar) - serie TV, 1 episodio (1976)
- La città degli angeli (City of Angels) - serie TV, 1 episodio (1976)
- The Keegans, regia di John Badham - film TV (1976)
- Phyllis - serie TV, 1 episodio (1976)
- Eleanor and Franklin: The White House Years, regia di Daniel Petrie - film TV (1977)
- Tiger man bersaglio umano (The 3,000 Mile Chase), regia di Russ Mayberry - film TV (1977)
- A Killing Affair, regia di Richard C. Sarafian - film TV (1977)
- Mary Jane Harper Cried Last Night, regia di Allen Reisner - film TV (1977)
- What Really Happened to the Class of '65? - serie TV, 1 episodio (1977)
- In casa Lawrence (Family) - serie TV, 2 episodi (1977-1979)
- ABC Afterschool Specials - serie TV, 1 episodio (1978)
- Quincy (Quincy, M.E.) - serie TV, 3 episodi (1978–1983)
- Mrs. Columbo - serie TV, 1 episodio (1979)
- Stone - serie TV, 1 episodio (1980)
- California - serie TV, 1 episodio (1980)
- Da qui all'eternità (From Here to Eternity) - serie TV, 1 episodio (1980)
- The Archer: Fugitive from the Empire, regia di Nicholas Corea - film TV (1981)
- Lou Grant - serie TV, 1 episodio (1981)
- Dallas - serie TV, 44 episodi (1981–1983)
- The Gift of Life, regia di Jerry London - film TV (1982)
- Mysterious Two, regia di Gary Sherman - film TV (1982)
- A-Team (The A-Team) - serie TV, 1 episodio (1983)
- A cuore aperto (St. Elsewhere) - serie TV, 1 episodio (1984)
- Mike Hammer investigatore privato (Mike Hammer) - serie TV, 1 episodio (1984)
- Vicini troppo vicini (Too Close for Comfort) - serie TV, 1 episodio (1984)
- Generation, regia di Michael Tuchner - film TV (1985)
- Squadriglia top secret (Call to Glory) - serie TV, 2 episodi (1985)
- Avvocati a Los Angeles (L.A. Law) - serie TV, 4 episodi (1986-1988)
- Storie incredibili (Amazing Stories) – serie TV, episodio 2x13 (1987)
- Cinque ragazze e un miliardario (Rags to Riches) - serie TV, 1 episodio (1987)
- Bravo Dick (Newhart) - serie TV, 1 episodio (1987)
- Hemingway, regia di Bernhard Sinkel - miniserie TV (1988)
- A Cry for Help: The Tracey Thurman Story, regia di Robert Markowitz - film TV (1989)
- Flash - serie TV, 3 episodi (1990-1991)
- My Life and Times - serie TV, 1 episodio (1991)
- Runaway Father, regia di John Nicolella - film TV (1991)
- Traveler's Rest, regia di Craig Belknap - cortometraggio TV (1993)
- Twilight Zone - Ai confini della realtà (Twilight Zone: Rod Serling's Lost Classics), regia di Robert Markowitz - film TV (1994)
- E.R. - Medici in prima linea (ER), serie TV, episodio 1x11 (1994)
- La famiglia Brock (Picket Fences) - serie TV, 1 episodio (1995)
- Il tocco di un angelo (Touched by an Angel) - serie TV, 1 episodio (1996)
- Alone, regia di Michael Lindsay-Hogg - film TV (1997)
- Giudice Amy (Judging Amy) - serie TV, 1 episodio (2001)
- Cold Case - Delitti irrisolti (Cold Case) - serie TV, episodio 3x13 (2006)
- Sweet Nothing in My Ear, regia di Joseph Sargent - film TV (2008)

## Doppiatrici italiane
Nelle versioni in italiano dei suoi film, Priscilla Pointer è stata doppiata da:
- Flaminia Jandolo in Micki e Maude, Nightmare 3 - I guerrieri del sogno
- Benita Martini in Carrie - Lo sguardo di Satana
- Rosetta Calavetta in Il campo di cipolle
- Anna Miserocchi in Mammina cara
- Isa Bellini in Ai confini della realtà
- Germana Dominici in Giorni di passione
- Ada Maria Serra Zanetti in Il gioco del falco
- Liliana Jovino in Il potere magico
- Paola Piccinato in Prova di forza
- Cristina Grado in Dallas (s.4)
- Claudia Ricatti in Dallas (s.5-6)
- Aurora Cancian in Storie incredibili
- Serena Michelotti in Flash (ep.1.1)
- Gabriella Genta in Flash (ep.1.6, 1.14)
- Noemi Gifuni in E.R. - Medici in prima linea
- Graziella Polesinanti in Cold Case - Delitti irrisolti